# Buncombe County
Buncombe County ist ein County im Bundesstaat North Carolina der Vereinigten Staaten. Der Verwaltungssitz (County Seat) ist Asheville.

## Geographie
Das County liegt im Westen von North Carolina, ist im Norden etwa 30 km von Tennessee, im Süden etwa 35 km von South Carolina entfernt und hat eine Fläche von 1709 Quadratkilometern, wovon 10 Quadratkilometer Wasserfläche sind. Es grenzt im Uhrzeigersinn an folgende Countys: Madison County, Yancey County, McDowell County, Rutherford County, Henderson County und Haywood County.
Buncombe County ist in 15 Townships aufgeteilt: Asheville, Avery Creek, Black Mountain, Broad River, Fairview, Flat Creek, French Broad, Ivy, Leicester, Limestone, Lower Hominy, Reems Creek, Sandy Mush, Swannanoa und Upper Hominy.

## Geschichte
Buncombe County wurde am 14. Januar 1792 aus Teilen des Burke County und des Rutherford County gebildet. Benannt wurde es, wie auch die Bezirkshauptstadt Asheville, nach Edward Buncombe, einem Offizier im Amerikanischen Unabhängigkeitskrieg.

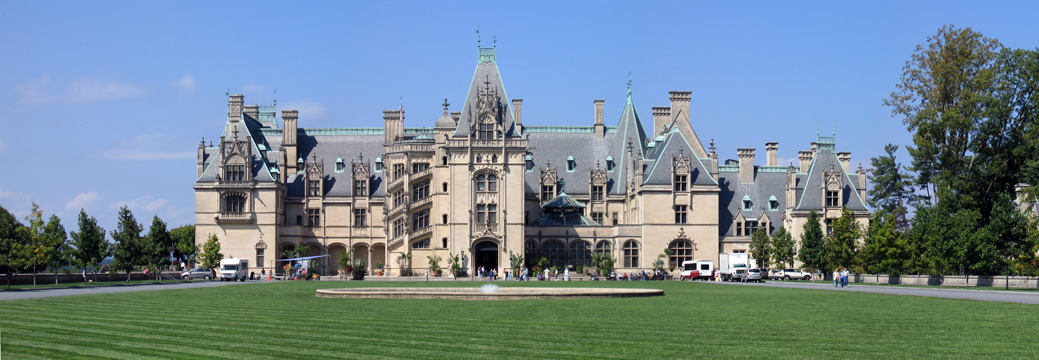
Biltmore Estate (2006)

Im County liegen zwei National Historic Landmarks, das Biltmore Estate und das Thomas Wolfe House. 116 Bauwerke und Stätten des Countys sind insgesamt im National Register of Historic Places eingetragen (Stand 23. Februar 2018).
Ende September 2024 wurde das County von extremen Sturzfluten und Erdrutschen durch Hurrikan Helene heimgesucht. Durch die Lage der Siedlungsstrukturen des Countys in einem Talkessel stiegen die Wasserstände der lokalen Bäche und Flüsse besonders schnell an, sodass sich viele Menschen nicht mehr rechtzeitig in Sicherheit bringen konnten. Mit mindestens 72 Toten war das County, gemessen an der Zahl der Todesopfer, vom Hurrikan am stärksten betroffen.

## Demografische Daten
Nach der Volkszählung im Jahr 2000 lebten im Buncombe County 206.330 Menschen. Davon wohnten 6.765 Personen in Sammelunterkünften, die anderen Einwohner lebten in 85.776 Haushalten und 55.668 Familien. Die Bevölkerungsdichte betrug 121 Einwohner pro Quadratkilometer. Ethnisch betrachtet setzte sich die Bevölkerung zusammen aus 89,06 Prozent Weißen, 7,48 Prozent Afroamerikanern, 0,39 Prozent amerikanischen Ureinwohnern, 0,66 Prozent Asiaten, 0,04 Prozent Bewohnern aus dem pazifischen Inselraum und 1,15 Prozent aus anderen ethnischen Gruppen; 1,23 Prozent stammten von zwei oder mehr Ethnien ab. 2,78 Prozent der Bevölkerung waren spanischer oder lateinamerikanischer Abstammung.
Von den 85.776 Haushalten hatten 27,5 Prozent Kinder unter 18 Jahren, die bei ihnen lebten. 50,5 Prozent davon waren verheiratete, zusammenlebende Paare, 10,8 Prozent waren allein erziehende Mütter und 35,1 Prozent waren keine Familien. 28,9 Prozent waren Singlehaushalte und in 10,6 Prozent lebten Menschen mit 65 Jahren oder älter. Die Durchschnittshaushaltsgröße betrug 2,33 und die durchschnittliche Familiengröße war 2,86 Personen.
21,9 Prozent der Bevölkerung waren unter 18 Jahre alt. 8,6 Prozent zwischen 18 und 24 Jahre, 29,3 Prozent zwischen 25 und 44 Jahre, 24,8 Prozent zwischen 45 und 64, und 15,4 Prozent waren 65 Jahre alt oder Älter. Das Durchschnittsalter betrug 39 Jahre. Auf alle weibliche Personen kamen 92,3 männliche Personen. Auf alle Frauen im Alter von 18 Jahren oder darüber kamen 88,9 Männer.
Das jährliche Durchschnittseinkommen eines Haushalts (Median) betrug 36.666 US-$, das Durchschnittseinkommen einer Familie 45.011 $. Männer hatten ein Durchschnittseinkommen von 30.705 $, Frauen 23.870 $. Das Prokopfeinkommen betrug 20.384 $. 11,4 Prozent der Bevölkerung und 7,8 Prozent der Familien lebten unterhalb der Armutsgrenze. 15,3 Prozent von ihnen sind Kinder und Jugendliche unter 18 Jahre und 9,8 Prozent sind 65 Jahre oder älter.